# Retreat! Retreat!
Retreat! Retreat! è il singolo di debutto dei 65daysofstatic, nonché primo singolo estratto da The Fall of Math. È stato pubblicato il 29 novembre 2004 dall'etichetta Monotreme.
Le parole iniziali della canzone Retreat! Retreat! ("This negative energy just makes me stronger, we will not retreat this band is unstoppable!") sono la voce di Matt Dillon dal film del 1992 Singles.
Il video musicale del brano è stato prodotto da Media Lounge e diretto da Dave Holloway e Tza Parmee.

## Tracce
1. Retreat! Retreat! – 4:09
2. AOD – 6:15
3. The Major Cities Of The World Are Being Destroyed One By One By The Monsters – 4:09